# الفرقة الشمالية
الفرقة الشمالية، سابقًا لواء فرسان الحق، هي جماعة تابعة للجيش السوري الحر التي يعتمدها المجلس الوطني السوري والتي كانت في السابق جزءًا من مجلس قيادة الثورة السورية. وحصلت الجماعة على صواريخ بي جي إم-71 تاو من الولايات المتحدة و‌السعودية وهي أيضًا مسلحة ومدربة وممولة من قطر.

## تاريخ
تشكلت كتيبة فرسان الحق في أوائل عام 2012 من قبل المقدم المنشق عن القوات الجوية السورية فارس البيوش في بلدة كفرنبل بمحافظة إدلب. في سبتمبر 2012 غيرت الجماعة اسمها إلى لواء فرسان الحق بعد استيعاب عدة جماعات معارضة أصغر.
في يونيو 2013، كانت الجماعة واحدة من الأعضاء المؤسسين للفرقة 13، ولكنها تركت الجماعة فيما بعد.
تلقت الجماعة تمويلًا، بما في ذلك رواتب لمقاتليها، من وكالة المخابرات المركزية، قبل أن يقطع في ديسمبر 2014 عقب انتكاسات في ميدان المعركة على يد جبهة النصرة.
انضم اللواء إلى «وحدة رد سريع» من 600 مقاتل جنبًا إلى جنب مع جماعات أخرى معتدلة وجهادية في 8 يوليو 2014 لمحاربة الجيش السوري و‌تنظيم الدولة الإسلامية في العراق والشام في حلب. أوقف تعاونه مع جبهة النصرة في 21 يوليو 2014. في 7 سبتمبر 2014، أعلن لواء فرسان الحق أنهم سيدمجون قواتهم مع أربع جماعات معارضة أخرى، بما في ذلك الفرقة 101 والفرقة 13، ضمن الفيلق الخامس.
في منتصف عام 2015، جددت الجماعة التعاون مع جبهة النصرة كجزء من جيش الفتح خلال هجوم شمال غرب سوريا (أبريل–يونيو 2015).
في سبتمبر 2015، تخرج المجندون الـ117 من الجماعة بعد ثلاثة أشهر من التدريب.
في ديسمبر 2015، شكل لواء فرسان الحق والفرقة 101 مشاة، الفرقة الشمالية. غير أن الفرقة 101 غادرت الجماعة في وقت لاحق في يونيو 2016، مما جعل لواء فرسان الحق المكون الوحيد للجماعة.

## وصلات خارجية
- قناة الفرقة الشمالية على يوتيوب